# Sandra Izbașa
Sandra Raluca Izbașa, cunoscută mai ales ca Sandra Izbașa, (n. 18 iunie 1990, București, România) este o gimnastă română de talie mondială, participantă și medaliată, începând cu anul 2006, la competiții de mare anvergură, europene, mondiale, respectiv la Jocurile Olimpice de vară din 2008 și la Jocurile Olimpice de vară din 2012 de la Londra, unde a fost medaliată cu aur la sărituri.
A început să practice gimnastica de la 4 ani la Clubul Sportiv „Steaua” București. A fost selecționată în lotul olimpic al României de antrenorul Nicolae Forminte. 
În concursul pe echipe de la Jocurile Olimpice din 2008, desfășurat miercuri 13 august 2008, Sandra Izbașa a obținut medalia olimpică de bronz alături de Gabriela Drăgoi, Steliana Nistor și Anamaria Tămârjan. În evoluția pe aparate, Izbașa a obținut medalia de aur la sol.
În 2008, a fost desemnată „Gimnasta Anului” de Federația Română de Gimnastică și i-a fost conferit Ordinul național „Meritul Sportiv”, clasa I. Sandra Izbașa a optat pentru cariera militară, în aprilie 2018 fiind înaintată la gradul de căpitan prin ordin al ministrului Ministerului Apărării Naționale.

## Participări și palmares

### 2004
- Campionatul european de gimnastică artistică de juniori de la Amsterdam, Olanda - argint pe echipe, argint la sol.

### 2006
- Campionatul european de gimnastică artistică de la Volos, Grecia - aur la sol, argint pe echipe, bronz la bârnă.
- Campionatul mondial de gimnastică artistică de la Aarhus, Danemarca - bronz la individual compus, argint la bârnă.

### 2007
- Campionatul european de gimnastică artistică de la Amsterdam, Olanda - argint la individual compus și bârnă.
- Campionatul mondial de gimnastică artistică de la Stuttgart, Germania - bronz pe echipe.

### 2008
- Campionatul european de gimnastică artistică de la Clermont-Ferrand, Franța - aur pe echipe, aur la sol, argint la bârnă.
- Jocurile Olimpice de vară de la Beijing - Competiția pe echipe, medalia de bronz cu echipa feminină de gimnastică a României și medalia de aur la sol.
- Cupa Mondială de gimnastică artistică de la Cottbus, Germania - bronz la bârnă, aur la sol.
- Cupa Mondială de gimnastică artistică de la Madrid, Spania - bronz la sol.

### 2011
- Campionatul european de gimnastică artistică de la Berlin, Germania - aur la sol, aur la sărituri.

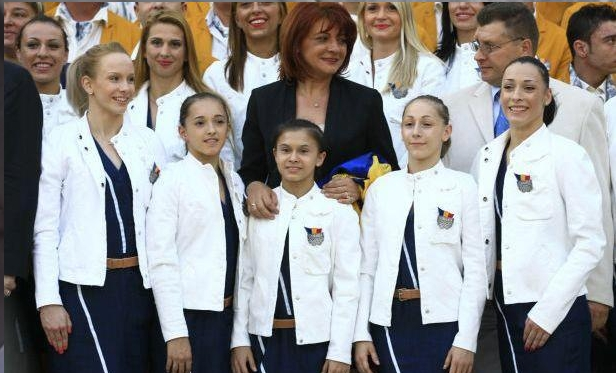
Echipa României la Jocurile Olimpice din 2012

### 2012

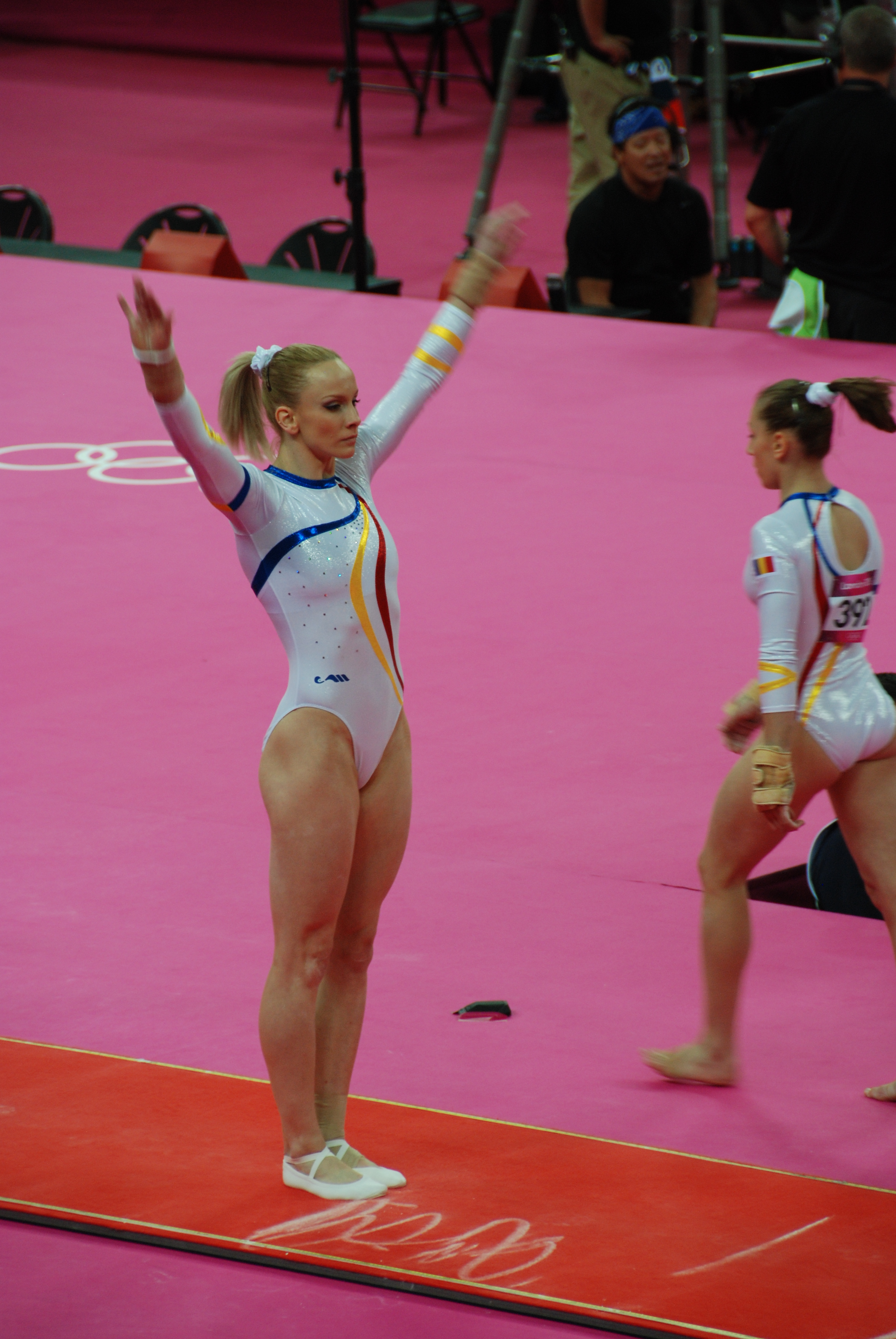
La Jocurile Olimpice din 2012

- Campionatele Europene de la Bruxelles - aur la echipe, aur la sărituri.[4]
- Jocurile Olimpice de vară de la Londra - Competiția pe echipe, medalia de bronz cu echipa feminină de gimnastică a României și medalia de aur la sărituri ( 15,383 la prima săritură, 15,000 la cea de-a doua, rezultând  media 15,191).

## Tehnică
Procedee:
2007:
- Sărituri: Yurcenko cu 2 șuruburi.
- Bârnă: Urcare din lateral; Danilova înainte; flic; salt înapoi cu deschidere; Danilova cu aterizare pe amândouă picioarele; sfoara; mustăcioara; salt Aorbach; Danilova laterală; salt lateral; salt înainte grupat; pirueta 360 cu piciorul la 90 de grade; coborâre cu 3 șuruburi.
- Sol: Tsukahara simplă grupată; 2 șuruburi și jumătate-1 șurub; piruetă triplă; flic înainte-2 șuruburi; 1 șurub și jumătate înapoi-1 șurub și jumătate înapoi; cadet cu 3.60; sfoară cu deschidere; 3 șuruburi

2008:
- Sărituri: Yurcenko cu 2 șuruburi
- Bârnă: Urcare din lateral;danilova aterizată pe ambele picioare echer;flic;salt înapoi cu deschidere;piruetă 360 cu piciorul la 90 de grade;danilova cu aterizare pe ambele picioare;danilova înainte;danilova întinsă înainte trasă în cumpănă;danilova laterală;sfoară;salt aorbach;salt înainte grupat;sărituri artistice;salt lateral;coborâre cu 3 șuruburi
- Sol: Tsukahara simplă echer;tsukahara simplă grupată;piruetă triplă;2 șuruburi și jumătate-1 șurub;1 șurub și jumătate înapoi-1 șurub și jumătate înainte;cadet cu 3.60;sfoară cu deschidere;3 șuruburi

2009:
- Sărituri: Yurcenko cu 1 șurub
- Barna: Urcare din lateral;danilova aterizata pe ambele picioare;flic;salt înapoi aterizat pe ambele picioare;piruetă 360 de grade cu piciorul la 90 de grade;danilova;flic;salt înapoi cu deschidere;împușcă-cioara cu întoarcere 360 de grade;danilova laterala;cloche;salt înainte grupat pe 2 picioare;2 salturi artistice;ronda flic cu 1080 de grade întoarcere
- Sol: Tsukahara simplă echer;tsukahara simplă grupat;triplă piruetă;săritură artistică;2 șuruburi și jumătate-1 șurub;2 salturi artistice;3 șuruburi;

## Distincții
- Ordinul “Meritul Sportiv” clasa I (27 august 2008) [5]